# Ein verlockendes Angebot
Ein verlockendes Angebot (O ofertă ademenitoare) este titlul filmului german care a fost produs de ZDF în anul 2007, în regia lui Tim Trageser. El a fost transmis prima oară în august 2003 de postul TV, ARTE, sub numele Wochenendbeziehung (Aventuri la sfârșit de săptămână).

## Acțiune
Perechea tânără Maria și Jan, trăisc împreună cu fetița lor într-un sat în Turingia. După ce Maria își pierde serviciul, acceptă să lucreze ca bucătăreasă la un hotel mare în Berlin la 300 km de casă. Ambii soți vor avea aventuri de sfârșit de săptămână, care pune la încercare căsătoria lor. În cele din urmă ei se hotăresc pentru viața conjugală și Maria acceptă să lucreze la un birt în sat.